# Mermaid Melody Pichi Pichi Pitch
Mermaid Melody Pichi Pichi Pitch (яп. マーメイド メロディー ぴちぴち ピッチ Ма:мэйдо Мэроди: Пити Пити Питти, русск. Мелодия Русалки Пити Пити Питч) — манга Митико Ёкотэ, проиллюстрированная Пинк Ханамори. В период с 2003 по 2005 год было выпущено 7 танкобонов. Права на публикацию манги в США приобрела компания Del Rey Manga.

## Сюжет
Принцесса-русалка Лючия Нанами (яп. 七海 るちあ Нанами Рутиа) выходит на поверхность, чтобы найти свою жемчужину, которую она использовала, чтобы спасти мальчика семь лет назад. И это ей удаётся, она влюбляется в того мальчика, которого спасла, и узнаёт его имя — Кайто. Она не осознает опасности, которая грозит морскому миру, и своей настоящей миссии, пока ей не рассказывает об этом её «старшая сестра» Никора. В то же время она узнаёт, что группа водяных демонов атаковала морской мир и именно она должна отыскать шесть других принцесс-русалок, чтобы возродить легендарную богиню Аква Реджину (яп. アクアレジーナ Акуа Рэдзи:на). Её превращение в певицу — Розовый Жемчужный Голос.

## Персонажи

### Главные герои
Лючия Нанами (яп. 七海 るちあ Нанами Рутиа) — розовая принцесса-русалка северной части Тихого океана. Семь лет назад она отдала свою жемчужину мальчику и влюбилась в него. Спустя какое-то время она вернулась в мир людей, и познакомилась с Кайто (мальчиком которого спасла), вместе они пережили множество приключений. Она добрая, милая и общительная девушка, всегда готовая помочь друзьям.
Кайто Домото (яп. 堂本 海斗 До:мото Кайто) — наследник панталассы, возлюбленный Лючии. Влюбился в русалку, спасшую его в детстве. С помощью своей силы защищает и спасает Лючию много раз. Профессионально занимается серфингом. Теряет память, но позже восстанавливает её. В него были влюблены Лина и Микару.

### Русалки
Ханон Хосё (яп. 宝生 波音 Хо:сё: Ханон) — аквамариновая принцесса-русалка южной части Атлантического океана. Её королевство было разрушено Гайто (как и остальные) но она успела бежать. Ханон очень добрая и веселая девушка. Была влюблена в Таро-тяна, но поняв его чувства к Саре, отпустила свою любовь. Позже она начала встречаться с Нагисой.
Лина Тоин (яп. 洞院 リナ То:ин Рина) — зелёная принцесса-русалка северной части Атлантического океана. Встретила Лючию и Ханон и подружилась с ними. Первоначально была зациклена на миссии по восстановлению сил Аква Реджины (Водной богини), а затем влюбилась в Кайто, но уступила его подруге. Позже начала встречаться с Хамасаки. Лина очень нежная и заботливая девушка, хоть и скрывает своё доброе сердце.
Ноэль (яп. ノエル Ноэру) — голубая принцесса-русалка Арктического океана. Была поймана Гайто, но затем Лючия и остальные освободили её и Коко. Сестра-близнец Карэн. Нежная и умная девушка.
Карэн (яп. かれん Карэн) — сиреневая принцесса-русалка Антарктического океана. Сестра-близнец Ноэль. Вспыльчивая и энергичная девушка. Вначале ненавидела Лину, считая её виноватой в пропаже сестры. Но пожертвовала своей свободой, чтобы спасти Лючию, Ханон и Лину. Позже вместе с сестрой и Коко переезжает в жемчужные бани.
Коко (яп. ココ Коко) — жёлтая принцесса-русалка южной части Тихого океана. Коко очень веселая и общительная девушка. Была в плену у Гайто.
Сара (яп. 沙羅 Сара) — оранжевая принцесса-русалка Индийского океана. Она была влюблена в Таро-тяна, а когда он бросил её, ради блага океана, обратилась к тьме. От ненависти её волосы почернели. Благодаря Ханон простила Таро, и осознала, что любит Гайто и погибла вместе с ним.
Сэйра (яп. 星羅 Сэйра) — оранжевая принцесса-русалка Индийского океана. Её душа была поглощена Микеру, но восстановлена благодаря Лючии. Реинкарнация Сары.
Хиппо (яп. ヒッポ Хиппо) — гиппокампус, но на земле принимает облик пингвина. Позже, мальчика. Друг русалок. Влюблен в морского демона Юри.
Микару Амаги (яп. 天城 みかる Амаги Микару) — одна из главных героинь второго сезона. Микару является девушкой со слабым здоровьем и второй «половиной» Микеру. Она была поглощена им, но спасена благодаря Лючии и остальным. Она была в влюблена в Кайто, и ненавидела Лючию. В конце истории перерождается в виде ребёнка. У неё есть старший брат Рихито.

### Антоганисты
Гайто (яп. ガイト Гайто) — брат Кайто. Был заточён в панталассе и долгое время был одинок. Но встретил Сару, и решил уничтожить мир людей. Желал захватить силы принцесс-русалок.
Микеру (яп. ミケル Микэру) — главный антагонист второго сезона. Является последним представителем расы древних и вначале планирует возродить её с помощью Микару и сил принцесс-русалок. В конце, благодаря Лючии и остальным осознает, что нельзя уничтожать людей и присоединяется к древним.

## Медия

### Манга
манга Митико Ёкотэ, проиллюстрированная Пинк Ханамори. В период с 2003 по 2005 год было выпущено 7 танкобонов. Права на публикацию манги в США приобрела компания Del Rey Manga.

### Игра
По мотивам манги и аниме, вышли игры под названием Pichi Pichi Pitchito Live Start, Pichi Pichi Party, Pichi Pichi Pitch для консоли Game Boy Advance.

### Аниме
Премьера обоих сезонов сериала состоялась с 2003 по 2004 год, на телеканале TV Aichi. Производством сериала занималась Actas совместно со студиями Synergy SP и We’ve Studio.

### Музыкальное сопровождение
Открывающие песни
- «Taiyo no Rakuen ~ Promised Land» ~ исполняется Миюки Камбэ (серии 1-28)
- «Rainbow Notes♪» исполняется Миюки Камбэ (серии 29-52)
- «Before the Moment» исполняется Миюки Камбэ (в продолжении всего 2 сезона)

Закрывающие песни
- «Daiji na Takarabako» исполняется Асуми Накатой (сэйю Лючии) (серии 1-28)
- «Sekai de Ichiban Hayaku Asa ga kuru Basho» исполняют сэйю трёх главных героинь (29-52 серии)
- «Ai no Ondo» исполняется сэйю трёх главных героинь (в продолжении всего 2 сезона)

Вся музыка написана Кацунори Симидзу.
| №   | Название                                    | Исполнители                                         | Длительность |
| --- | ------------------------------------------- | --------------------------------------------------- | ------------ |
| 1.  | «Taiyo no Rakuen»                           | Миюки Камбэ                                         |              |
| 2.  | «Rainbow Notes♪»                            | Миюки Камбэ                                         |              |
| 3.  | «Before the Moment»                         | Миюки Камбэ                                         |              |
| 4.  | «Daiji na Takarabako»                       | Асуми Наката, Хитоми Теракадо, Маюми Асано          |              |
| 5.  | «Sekai de Ichiban Hayaku Asa ga kuru Basho» | Асуми Наката, Хитоми Теракадо, Маюми Асано          |              |
| 6.  | «Ai no Ondo»                                | Асуми Наката, Хитоми Теракадо, Маюми Асано          |              |
| 7.  | «Legend of Mermaid»                         | Асуми Наката, Хитоми Теракадо, Маюми Асано          |              |
| 8.  | «"Birth of Love»                            | Эри Китамура                                        |              |
| 9.  | «Kibou no Kaneoto»                          | Асуми Наката, Хитоми Теракадо, Маюми Асано          |              |
| 10. | «The Sound of Hope ~Love goes on»           | Эри Китамура, Эма Когуре, Сатоми Арай и Рёко Нагата |              |

#### Список серий
| 1 | Жемчужные слёзы                      |  |
| Нанами Лючия - принцесса-русалка, встречает свою первую любовь, Кайто, но внезапно на них нападает морской монстр и они попадают в беду. Однако, у русалки получается перевоплотиться с помощью силы Жемчужины и Кайто спасает её, а затем она поёт свою любимую песню с помощью микрофона, предназначенного только для Принцесс-Русалок. |                                      |  |
| 2 | Чувства, о которых я не могу сказать |  |
| 3 | Мерцающие чувства                    |  |
| 4 | Одинокая принцесса                   |  |
| 5 | Ледяной поцелуй                      |  |
| 6 | Огонь любви                          |  |
| 7 | Ревность русалки                     |  |
| 8 | Замороженные чувства                 |  |
| 9 | Украденная мелодия                   |  |
| 10 | Образы из прошлого                   |  |
| 11 | Кольца желаний                       |  |
| 12 | Страдающие сердца                    |  |
| 13 | Церемония русалки                    |  |
| 14 | Воспоминания звездного неба          |  |
| 15 | Обещание, данное на пляже            |  |
| 16 | Потаенные чувства                    |  |
| 17 | Мимолетный поцелуй                   |  |
| 18 | Юный посетитель                      |  |
| 19 | Летнее искушение                     |  |
| 20 | Любовное послание из моря            |  |
| 21 | Маленькая первая любовь              |  |
| 22 | Чарующая незнакомка                  |  |
| 23 | Любовная лихорадка                   |  |
| 24 | Мечта пойти под венец                |  |
| 25 | Мальчик в свете луны                 |  |
| 26 | Песня Карен                          |  |
| |                                      |  |
| 28 |                                      |  |
| 29 |                                      |  |
| 30 |                                      |  |
| 31 |                                      |  |
| 32 |                                      |  |
| 33 |                                      |  |
| 34 |                                      |  |
| 35 |                                      |  |
| 36 |                                      |  |
| 37 |                                      |  |
| 38 |                                      |  |
| 39 |                                      |  |
| 40 |                                      |  |
| 41 |                                      |  |
| 42 |                                      |  |
| 43 |                                      |  |
| 44 |                                      |  |
| 45 |                                      |  |
| 46 |                                      |  |
| 47 |                                      |  |
| 48 |                                      |  |
| 49 |                                      |  |
| 50 |                                      |  |
| 51 |                                      |  |
| 52 |                                      |  |

| Pichi Pichi Pitch Pure | Pichi Pichi Pitch Pure | Pichi Pichi Pitch Pure |
| № серии                | Название               | Трансляция в Японии    |
| ---------------------- | ---------------------- | ---------------------- |
| 1                      |                        |                        |
| 2                      |                        |                        |
| 3                      |                        |                        |
| 4                      |                        |                        |
| 5                      |                        |                        |
| 6                      |                        |                        |
| 7                      |                        |                        |
| 8                      |                        |                        |
| 9                      |                        |                        |
| 10                     |                        |                        |
| 11                     |                        |                        |
| 12                     |                        |                        |
| 13                     |                        |                        |
| 14                     |                        |                        |
| 15                     |                        |                        |
| 16                     |                        |                        |
| 17                     |                        |                        |
| 18                     |                        |                        |
| 19                     |                        |                        |
| 20                     |                        |                        |
| 21                     |                        |                        |
| 22                     |                        |                        |
| 23                     |                        |                        |
| 24                     |                        |                        |
| 25                     |                        |                        |
| 26                     |                        |                        |
|                        |                        |                        |
| 28                     |                        |                        |
| 29                     |                        |                        |
| 30                     |                        |                        |
| 31                     |                        |                        |
| 32                     |                        |                        |
| 33                     |                        |                        |
| 34                     |                        |                        |
| 35                     |                        |                        |
| 36                     |                        |                        |
| 37                     |                        |                        |
| 38                     |                        |                        |
| 39                     |                        |                        |